# Club Atlético de Madrid 1988-1989
Questa voce raccoglie le informazioni riguardanti il Club Atlético de Madrid nelle competizioni ufficiali della stagione 1988-1989.

## Stagione
Nella stagione 1988-1989 i Colchoneros, allenati da Maguregi, Briones, Atkinson, Addison e infine ancora da Briones, terminarono il campionato al quarto posto. In Coppa del Re l'Atlético Madrid venne eliminato in semifinale dal Real Madrid. In Coppa UEFA i Rojiblancos persero al primo turno contro gli olandesi del Groningen.

## Maglie e sponsor
| Manica sinistra · Manica sinistra · Maglietta · Maglietta · Manica destra · Manica destra · Pantaloncini · Calzettoni |

## Rosa
| N. |                   | Ruolo | Calciatore            |
| -- | ----------------- | ----- | --------------------- |
| -  | Spagna (bandiera) | P     | Abel Resino           |
| -  | Spagna (bandiera) | P     | Agustín Elduayen      |
| -  | Spagna (bandiera) | D     | Sergio Morgado        |
| -  | Spagna (bandiera) | D     | Marcos Alonso Peña    |
| -  | Spagna (bandiera) | D     | Andoni Goikoetxea     |
| -  | Spagna (bandiera) | D     | Tomás Reñones         |
| -  | Spagna (bandiera) | D     | Juan Carlos Aguilera  |
| -  | Spagna (bandiera) | D     | Juan Carlos Rodríguez |
| -  | Spagna (bandiera) | D     | Armando Lucas         |
| -  | Spagna (bandiera) | C     | Juan Carlos Arteche   |

| N. |                       | Ruolo | Calciatore             |
| -- | --------------------- | ----- | ---------------------- |
| -  | Spagna (bandiera)     | C     | Antonio Orejuela       |
| -  | Brasile (bandiera)    | C     | Donato                 |
| -  | Spagna (bandiera)     | C     | Luis García García     |
| -  | Spagna (bandiera)     | C     | Joaquín Parra          |
| -  | Spagna (bandiera)     | C     | Roberto Simón Marina   |
| -  | Spagna (bandiera)     | C     | Sergio Marrero Barrios |
| -  | Spagna (bandiera)     | A     | Manolo                 |
| -  | Portogallo (bandiera) | A     | Paulo Futre            |
| -  | Brasile (bandiera)    | A     | Baltazar               |
| -  | Spagna (bandiera)     | A     | Carlos Muñoz Cobo      |

## Statistiche

### Statistiche di squadra
| Competizione     | Punti | Totale | Totale | Totale | Totale | Totale | Totale | DR  |
| Competizione     | Punti | G      | V      | N      | P      | Gf     | Gs     | DR  |
| ---------------- | ----- | ------ | ------ | ------ | ------ | ------ | ------ | --- |
| Primera División | 46    | 38     | 19     | 8      | 11     | 69     | 45     | +24 |
| Coppa del Re     | -     | 8      | 4      | 2      | 2      | 13     | 6      | +7  |
| Coppa UEFA       | -     | 2      | 1      | 0      | 1      | 2      | 2      | 0   |
| Totale           | 46    | 48     | 24     | 10     | 14     | 84     | 53     | +31 |